# Michel Desaedeleer
 (février 2022).
Michel Desaedeleer était un citoyen belge et américain, inculpé de crimes de guerre et de crimes contre l'humanité dans le cadre de la guerre civile en Sierra Leone. Il fut plus particulièrement accusé d'avoir pris part au pillage de ce qui fut ensuite nommé les « diamants du sang ». 
Michel Desaedeleer est mort en détention en septembre 2016 avant d'avoir pu être jugé.

## Procédure
Michel Desaedeler a été arrêté en septembre 2015 à Malaga, à la suite d'un mandat d'arrêt européen à son encontre. Il était soupçonné d'avoir participé, avec Charles Taylor et les rebelles sierra-léonais du RUF, au commerce illicite de diamants. Il fut inculpé de crimes de guerre et de crimes contre l'humanité. Dans le cadre de l'exploitation des mines de diamants, dans le district de Kono, les rebelles du RUF avait réduit en esclavage des civils.